# Parc du chevreuil
Le jardin du chevreuil (estonien : Kitseaed) est un parc de  Kesklinn au centre de Tallinn en Estonie .

## Présentation
Le parc  est baptisé le 16 mai 1989 .
Le petit parc a été créé situé à l' intersection de la rue Nunne et de la rue Laiaa dans le centre-ville  en 1927. 
En 1930, la statue nommée "le chevreuil" sculptée en 1929 par  Jaan Koort est érigée dans le parc. 
Le cerf fait référence à la légende selon laquelle un roi danois chassait un cerf, qui tombe ensuite des falaises de Toompea. 
En 1952, on installe des bancs et on construit des escaliers. Le parc a été rénové en 2018.

## Galerie

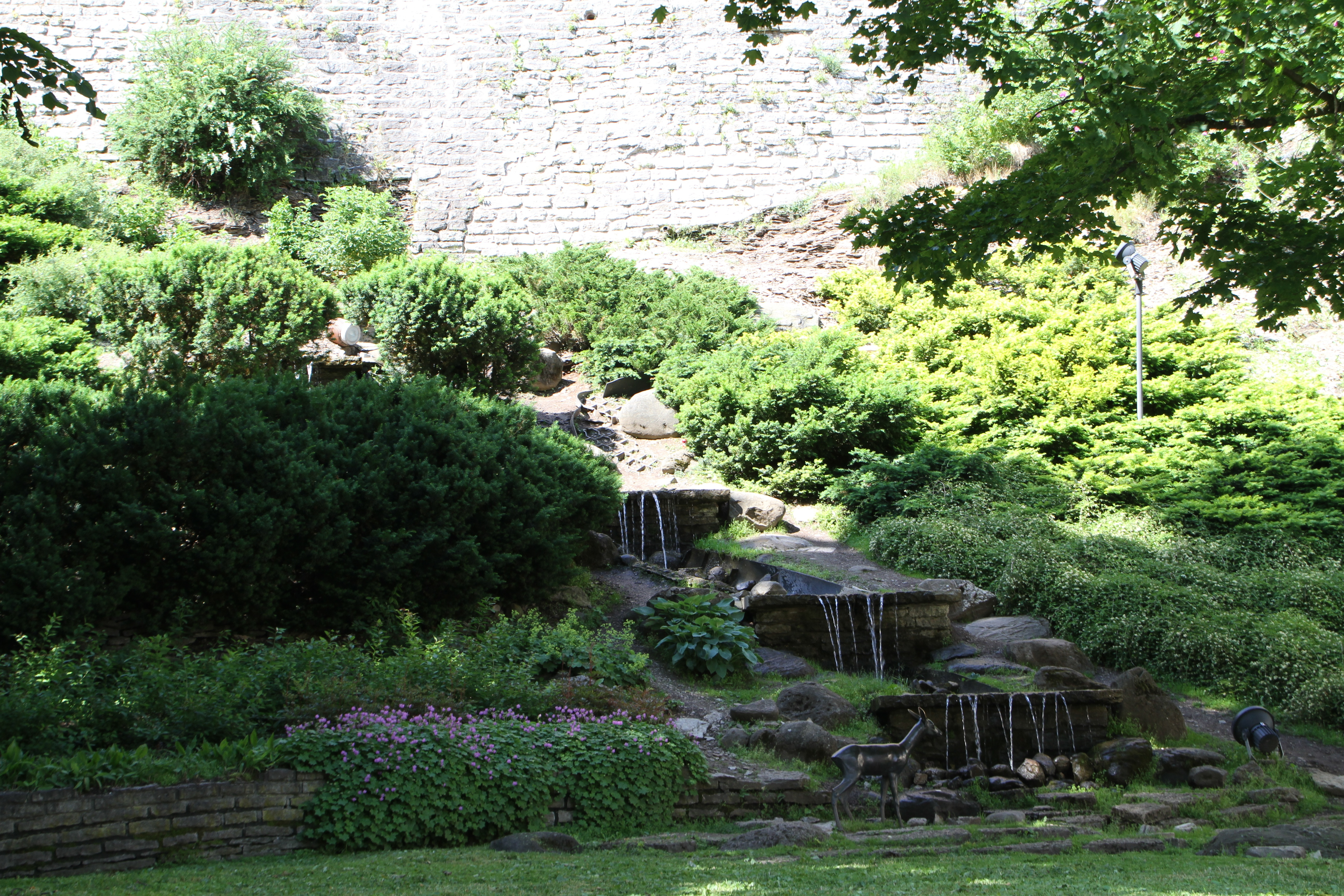
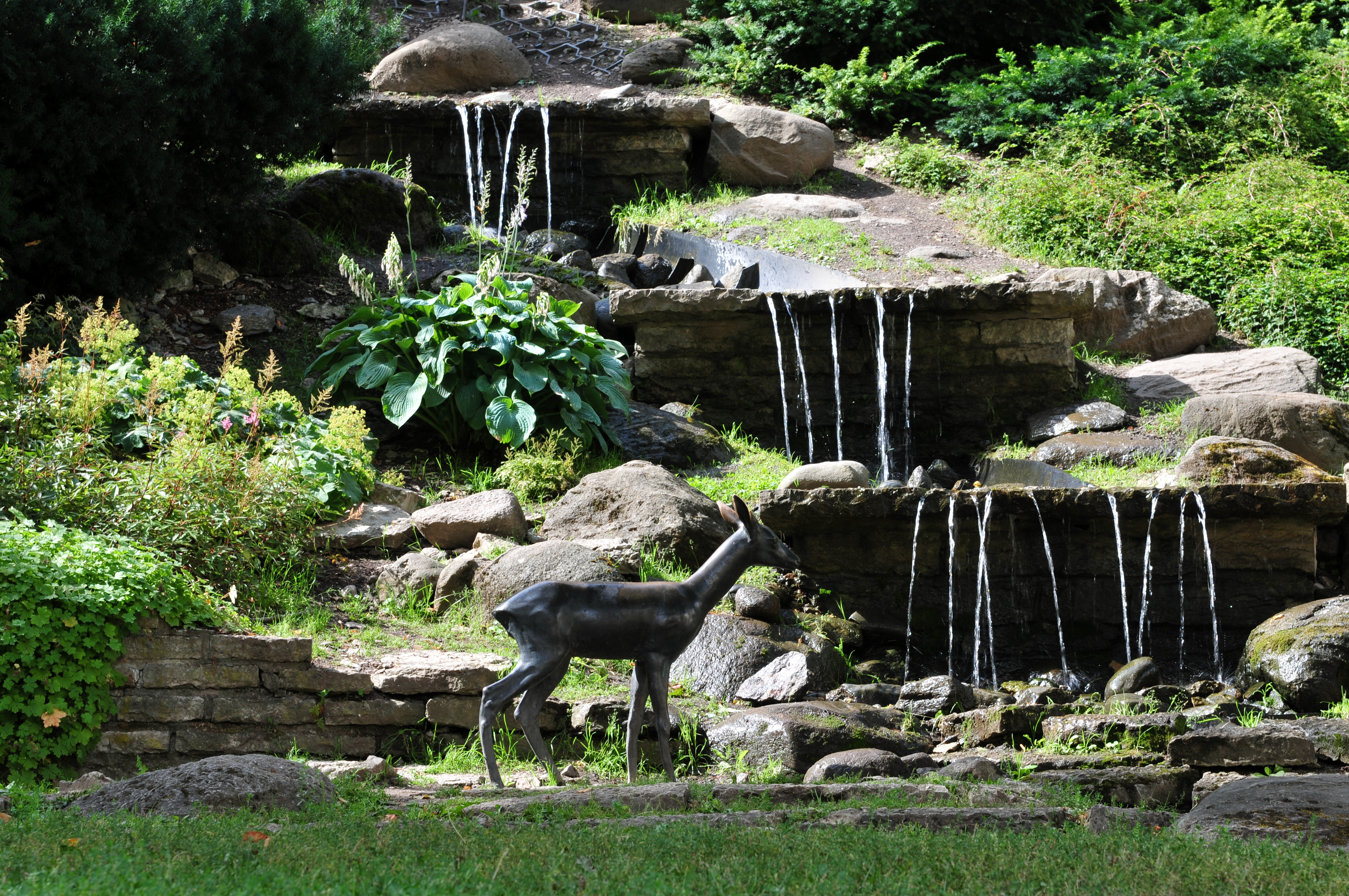
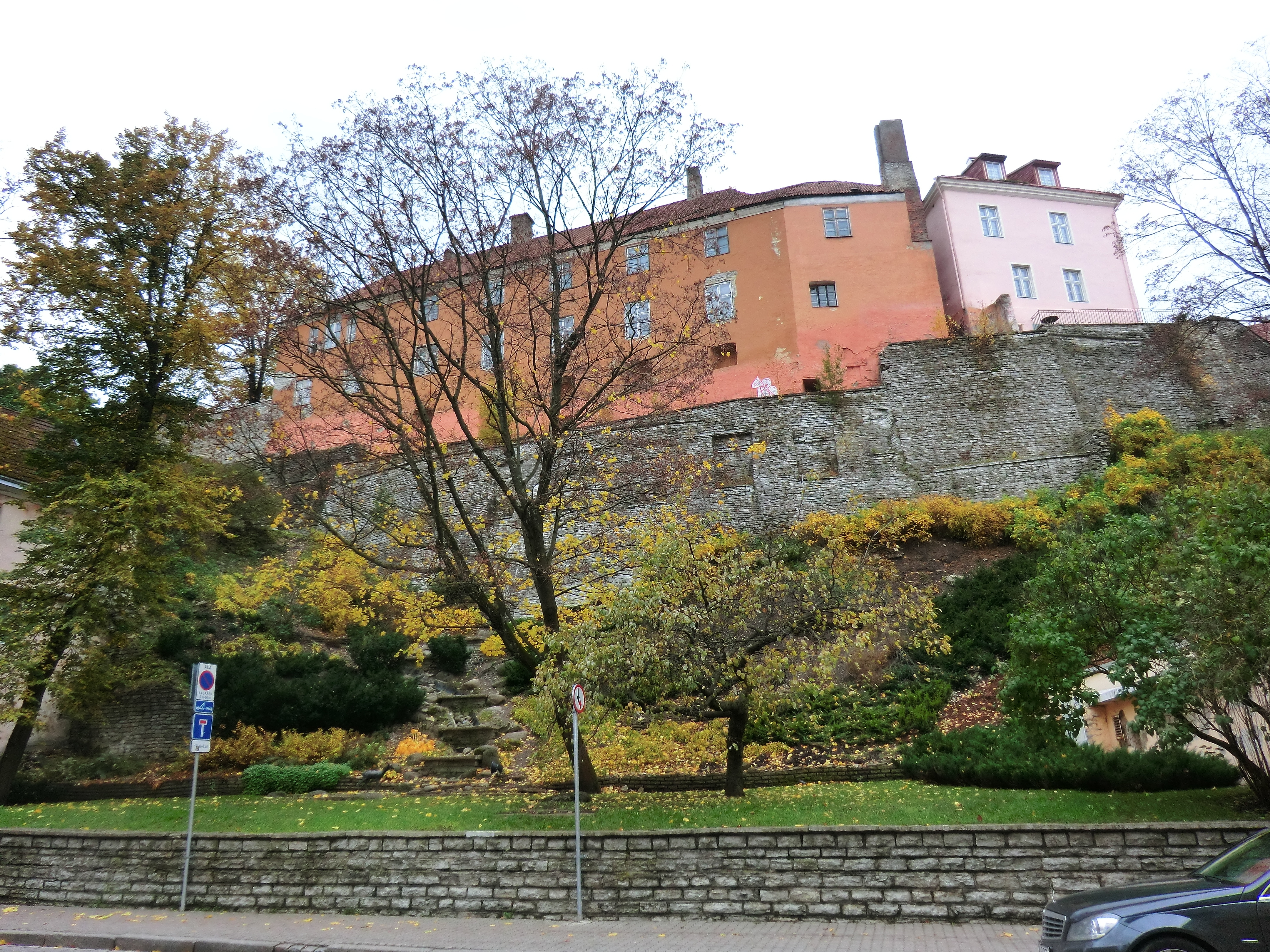

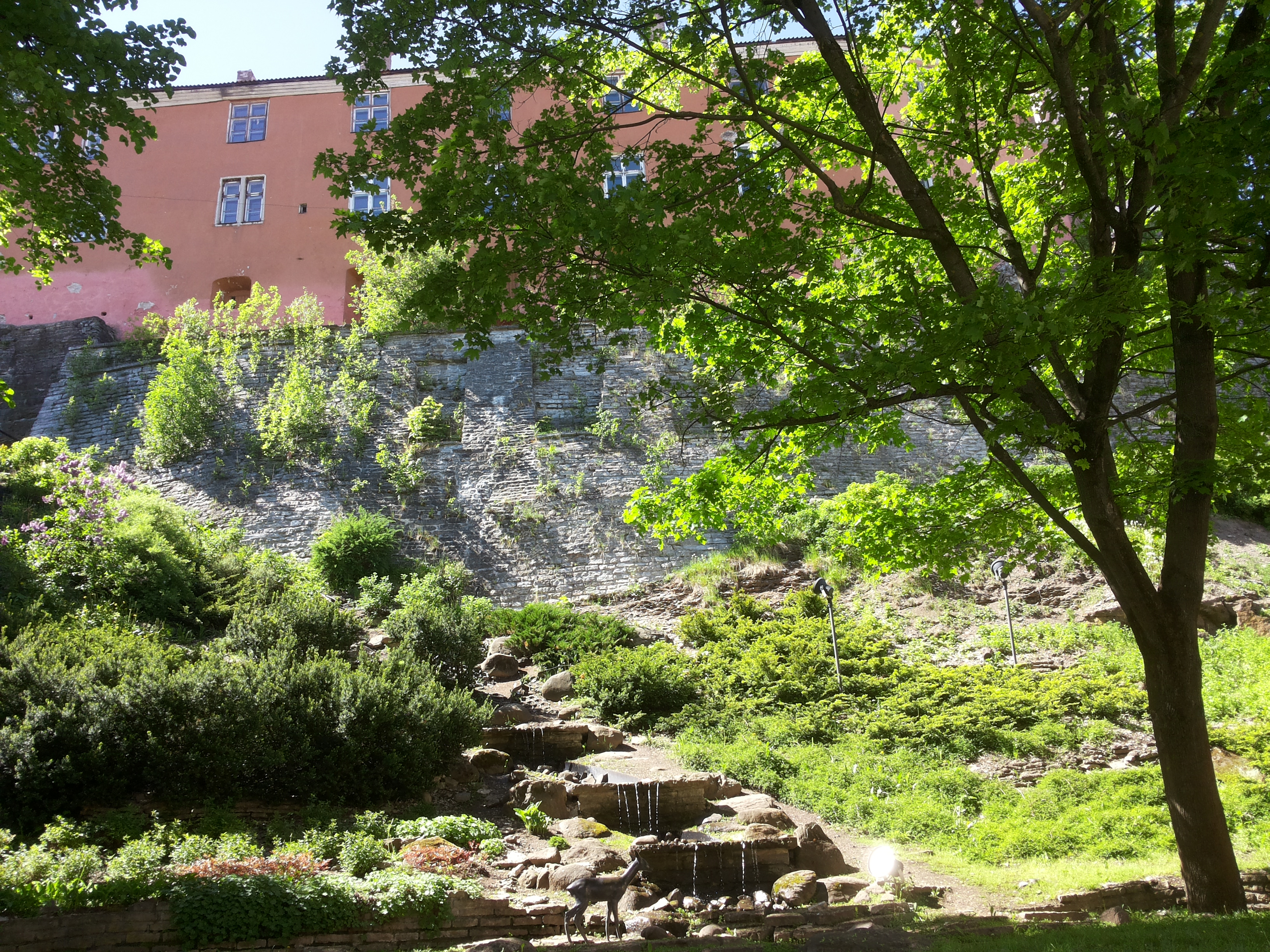
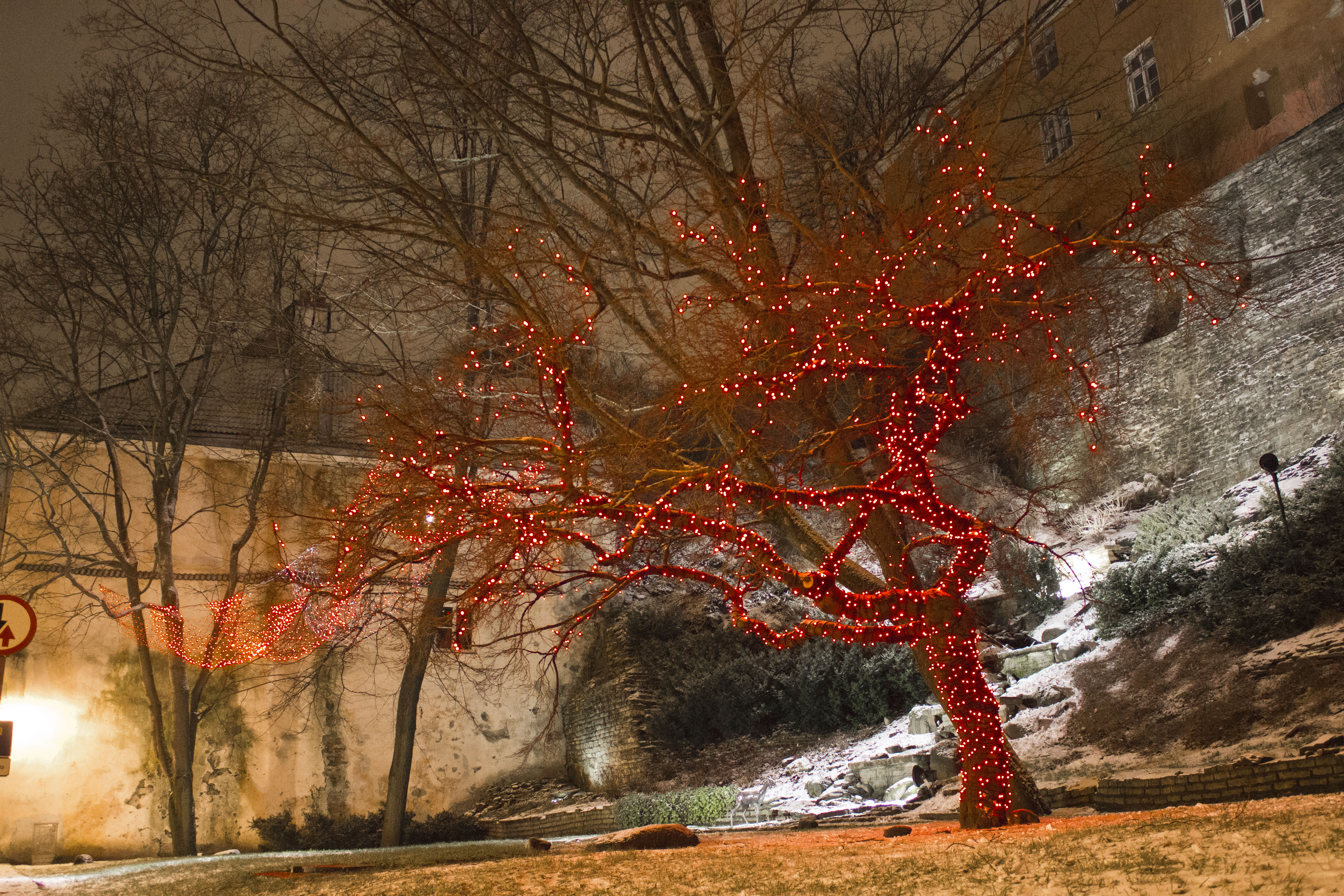
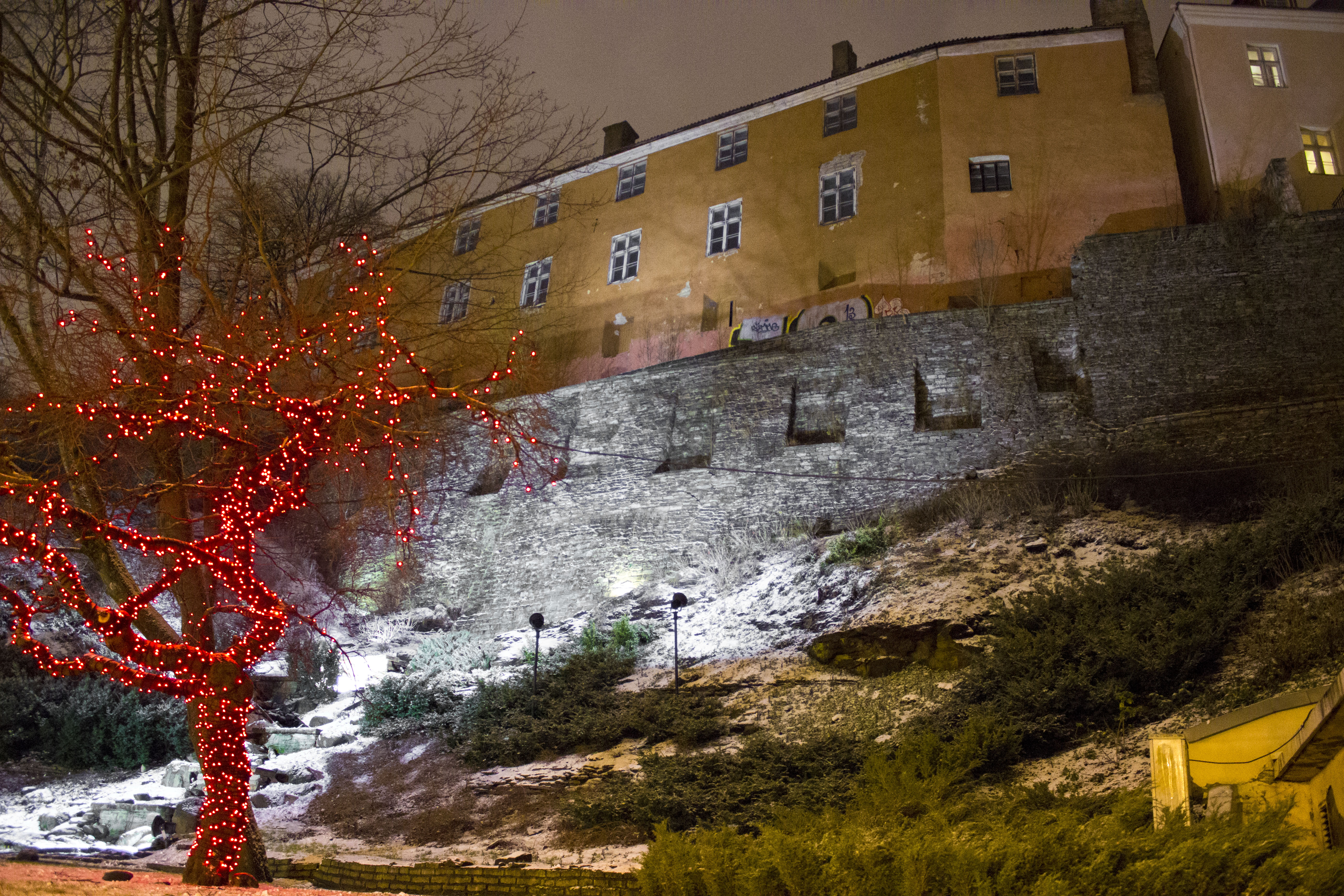